# Valenzuela flavidus
Espèce
Synonymes
- Caecilius flavidus (Stephens, 1836)[2]

Valenzuela flavidus est une espèce d'insectes appartenant à l'ordre des Psocoptera très répandue en Europe, où elle est parthénogénétique presque partout.